# Everybody Rides the Carousel
Pour plus de détails, voir Fiche technique et Distribution.
Everybody Rides the Carousel est un film d'animation américain de John Hubley sorti en 1975.

## Fiche technique
- Titre : Everybody Rides the Carousel
- Réalisation : John Hubley
- Scénario : John Hubley et Faith Hubley
- Pays :  États-Unis
- Genre : Dessin animé; Animation
- Durée : 72 minutes

## Distribution
- Alvin Epstein : Prologue (voix)
- Judith Coburn : Stage 1 (voix)
- Ray Hubley : Stage 1 (voix)
- Lou Jacobi : Stage 1 (voix)
- Lane Smith : Stage 1 (voix)
- Eleanor Wilson : Stage 1 (voix)
- Georgia Hubley : Stage 2 (voix)
- Linda Washburn : Stage 2 (voix)
- Maura Washburn : Stage 2 (voix)
- Michael Washburn : Stage 2 (voix)
- Emily Hubley : Stage 3 (voix)
- Bruce E. Smith : Stage 3 (voix)
- Jane E. Smith : Stage 3 (voix)
- Leeds Atkinson : Stage 4 (voix)
- Jenny Lumet : Stage 4 (voix)
- Jo Carroll Stoneham : Stage 5 (voix)
- Charles Levin : Stage 6 (voix)
- Meryl Streep : Stage 6 (voix)
- Per Bloland : Stage 7 (voix)
- Dee Dee Bridgewater : Stage 7 (voix)
- Tulani Bridgewater : Stage 7 (voix)
- Pablo Casals : Stage 7 (voix)
- Dinah Manoff : Stage 7 (voix)
- Florence Miller : Stage 7 (voix)
- George Miller : Stage 7 (voix)
- Lawrence Pressman : Stage 7 (voix)
- John Randolph	: Stage 7 (voix)
- Lanna Saunders : Stage 7  (voix)
- William Watts : Stage 7 (voix)
- Harry Edison : Stage 8 (voix)
- Jack Gilford : Stage 8 (voix)
- Jane Hoffman : Stage 8 (voix)
- Juanita Moore : Stage 8 (voix)